# レトロニム一覧
レトロニム一覧（レトロニムいちらん）は、レトロニムの一覧である。「レトロニム」とは旧来からある「もの」や「概念」が、新たに誕生した同種の区別されるべきものの登場により、区別されるために用いられる「新たな表現や用語」のことである。
「←」の右側に、もともとは何と呼ばれていたかを示す。
なお新しいものができた際に、頭に地名を付けたり、それまで○○とだけ呼ばれていた古い方を「旧○○」、「前○○」、「第一（次）○○」、「○○I」、「○○1世」、「○○1号」、「○○その1」、「バージョン1」、「パート1」、「クラシック」、「オリジナル」、「古典」、「伝統」、「元祖」、「従来型」、「初代」、「無印」と呼ぶ例はあまりに多いのでここには載せない。また、スラングの類も載せない。

## 名詞

### 英数字
12cmCD ← CD
8cmCDの登場により区別されるようになった。
CISC (Complex Instruction Set Computer)
単純な命令を指向したRISCが考案されたときに、対比して従来のISAは複雑であるとして、「Complex」の語を用いた「CISC」と呼ばれる様になった。
SOHC (Single OverHead Camshaft) ← OHC（オーバー・ヘッド・カムシャフト）
レシプロエンジンの弁駆動方式の一種でクランクシャフトの回転をチェーンやベルト、時にギアトレインでエンジンヘッドにあるカムシャフトに伝え、ロッカーアームを介して吸排気弁の開閉を行う方式。DOHC（ダブル・オーバーヘッド・カムシャフト）方式が開発された。

### あ行
アコースティック
アコースティック・ギター ← ギター、アコースティックピアノ、アコースティックドラムなど、生－とも。
エレクトリック・ギターなど、電気的に音を取りだし、増幅する楽器類が広く使われるようになったため。
アナログ
デジタルなものが現れたのち、それ以前のものを特に分けて表現するために作られる例が多い。アナログ時計、アナログ放送など。なお、アナログという語の意味に考えを至らせないまま機械的にすげ替えていう誤用も多く見られる。例：銀塩写真を撮影するカメラのみを指す意味で「アナログカメラ」という、など（例えば電子スチルビデオカメラのように、アナログだが銀塩でないカメラが存在する）
アマチュア -
元々どのようなスポーツも別に生業を持つ者が余暇に楽しんでいたが、人気が上がるにつれてスポーツそのものを生業とする「プロ」が誕生し、それまでの選手はアマチュアと呼ばれるようになった。
板タブ ← ペンタブレット
液晶一体型ペンタブレット（略称液タブ）あるいはタブレットPCでアクセサリーとして電磁ペンが適用できるものが広く普及したため、表示機能のない純粋な入力器具であるペンタブレットは板タブと呼ばれるようになった。
インドアバレーボール ← バレーボール
アメリカ合衆国西海岸ではバレーボールといえばビーチバレーボールのことを指すことがある。
永久磁石 ← 磁石
電磁石が増えたことで生まれた。
液体ミルク
粉ミルクの対比ではあるが、本来ミルクは液体状の物である。
オオウミガラス ← ペンギン
元々「ペンギン」の語は北半球に生息し古くから人間に知られていたオオウミガラスを指していて、後に南半球で見つかった似た姿の飛べない鳥も「ペンギン」と呼ばれるようになった。その後オオウミガラスが絶滅し、「ペンギン」の語は南半球のペンギンを指すように変化した。
オフライン、スタンドアロン
コンピュータ同士がネットワークで接続されるオンライン方式の運用が行われるようになったため、従来から行われていたコンピュータ単体での動作を区別するために作られた。
オーセンティックバー ← バー
バーとは本来純粋に酒の味を楽しむことを目的とした酒場であるが、遊興やバーテンダーとの談笑など、酒の味以外を主目的にした酒場が「バー」の名称で営業することが増えたため、従来からあるバーを「オーセンティックバー」として区別するようになった。
オープンカー ← 自動車
クローズドボディの自動車が一般化したため、黎明期からあるオープンボディの自動車を区別するために作られた。
音楽CD ← CD
コンピュータ用CD（CD-ROM）の登場により、音楽用のCD（CD-DA）が音楽CDとして区別されるようになった。なお「音楽用CD-R」として市販されているものはコンピューター用のCD-Rと基本的に同一の規格である（私的録音録画補償金制度が適用されるか否かが異なる）。
オンプレミス
情報機器（サーバー等）の外部運用が普及したため、従来の自社運用を区別するために作られた（クラウドは外部運用の一形態である。）。

### か行
外燃機関
内燃機関が登場したことにより区別するため。
各駅停車
特別急行列車が登場したことにより区別するため。
可視光 ← 光
人の目には見えない周波数の電磁波である紫外線や赤外線なども「光」であると定義したことによって生じた。
化学 -
化学電池、 化学ロケットなど
太陽光や原子力、イオンなどを利用したものが発明されると、化学反応を利用したものの頭に「化学」とつけられることがある。
掛け流し
循環式温泉が登場したことによって区別する必要が生じた。
紙媒体（紙本、物理書籍） ← 本、書籍
デジタルメディアが登場したことによって使われるようになった。
漢詩 ← 詩
もともと詩といえば（和歌に対して）漢詩のことだったが、明治以降『新体詩抄』など西洋詩の翻訳が試みられるようになり、区別する必要が生じた。
機械式計算機 ← 計算機
電子計算機が普及したので区別するため。
木マクラギ ← 枕木
PCマクラギ、合成マクラギなどとの区別のため。
共通鍵暗号 ← 秘密鍵暗号 ← 暗号
公開鍵暗号方式が登場し、従来単に暗号と言っていたものが、秘密鍵暗号と呼ばれるようになった。しかし、公開鍵暗号に使われる復号鍵も「秘密鍵」と呼ぶことから、区別を明確にするため、旧来の暗号を共通鍵暗号と呼ぶようになった。
銀塩写真 ← 写真
デジタルカメラで撮影した画像やそのプリントが普及し、それまでの印画紙、写真乾板、写真フィルムなど銀のハロゲン化物（塩）を使用するものによる写真を区別するため呼ばれるようになった。
小字（こあざ） ← 字（あざ）
1889年（明治22年）に大字（おおあざ）が登場したため、従来の字をこう呼ぶようになった。
光学 -
光学顕微鏡（← 顕微鏡。電子顕微鏡などに対して）、光学望遠鏡（← 望遠鏡。電波望遠鏡に対して）、光学ズーム（← ズーム。デジタルズームに対して）
国際式ボクシング ← ボクシング
タイ王国発祥のムエタイやそれから派生したキックボクシングと区別するときに国際式ボクシングという言葉が用いられる。
黒色火薬 ← 火薬
無煙火薬が発明され普及したため。
固形石鹸 ← 石鹸
「液体石鹸」が登場したことによる。
固定 -
固定電話 （← 電話。携帯電話に対して）、固定翼機 （← 航空機。オートジャイロ・ヘリコプターなどの回転翼機に対して）

### さ行
サイレント映画（無声映画） ← 映画
音が出る映画、「トーキー（発声映画）」が広がったことによる区別。
在来線 ← 鉄道、線路、鉄道路線など
新幹線の開業により、区別の必要が生じた。
サッカー ← フットボール
アメリカにはアメリカンフットボールが、オーストラリアにはオーストラリアンフットボールがあり、これらと区別するため。
シスジェンダー
トランスジェンダーの概念が認知されたことに伴う。
自然 -
人工的な概念が生まれると、元からあったものの頭に自然という言葉がつけられることがある（人を法人という概念と区別するために自然人と呼ぶなど）。
事前置石制（の囲碁） ← 囲碁
中国で発祥して以来、囲碁は事前に黒白数個ずつの置石をしてそこから打ち始めるものであったが、室町時代の日本で置石を撤廃し黒の一手目からどこにでも打てる自由布石制の囲碁が発明され、20世紀までには中国や韓国でも自由布石制が主流となったため、従来の方式を自由布石制やハンディキャップとしての置碁と区別して事前置石制と呼ぶようになった。
実 -
実数 ← 数（虚数に対して）
実店舗 ← 店舗（ネット通販を含む通信販売に対して）
事務次官 ← 次官
省に政務次官を置くようにしたので、従来の次官は事務次官と改称した。その後、政務次官が廃止されたが、事務次官の名称はそのまま残った。
手動 -
自動化されたものの出現に伴い、従来のものに「手動」をつけて区別する。自動交換機を使用する自動式電話網に対して、交換手による従来の電話網を「手動式電話網」と呼ぶなど。
重機関銃 ← 機関銃
かつての機関銃は容易には動かせない大型のものだったが、後に個人でも携行・運用が可能な「軽機関銃」が登場したことから区別するため。
貸与型奨学金 ← 奨学金
日本では奨学金の大半は返済する必要のある貸与型であったため区別する必要がなかったが、海外では返済の必要のない給付型も多く、給付型はScholarship、貸与型はStudent Loan（直訳すれば学生ローン）と異なる名称で呼ばれていることが日本国内でも広まったことや、日本国内でも日本学生支援機構に関する諸問題により議論が活発化したことから、給付型奨学金と貸与型奨学金を区別するため。
純喫茶 ← 喫茶
大正時代に酒類を扱い女給（ホステス）による接待を伴う「特殊喫茶（カフェー）」が流行し、これと区別するため昭和初期ごろに生まれた呼称。
小アジア ← アジア
アジアの地理的概念が広がり、旧来「アジア」と呼ばれていた地域を、（ヨーロッパから）距離の小さい（近い）という意味の「小」を加えて呼び分けるようになった。
蒸気機関車 ← 機関車
電気機関車やディーゼル機関車が登場したことから区別するため。
常伝導 ← 伝導
超伝導が発見されたことから区別するため。
白黒（モノクロ） -
カラーのものが一般的になり、色彩のないものが白黒またはモノクロと呼ばれるようになった。白黒テレビとカラーテレビ、モノクロフィルムとカラーフィルムなど。
CTOL機 ← 航空機
ヘリコプターやVTOL機が登場したことによる。
新幹線0系電車 ← 新幹線電車
名称として「0系」と表現されることが増えたのは東北・上越新幹線用の200系が落成した1980年（昭和55年）頃からのことで、1970年代以前は単に「新幹線電車」と表現されることが多かった。第8回ブルーリボン賞を受賞した当時は「0系」の呼称が使われていなかったため、「東海道新幹線用旅客電車」という名称で表彰状が授与された。
真空管 -
真空管ラジオ ← ラジオ、真空管アンプ ← アンプ等
電子機器の多くがトランジスタなど半導体で構成されるようになったことから、真空管で構成される電子機器を区別するため。
真性 -
仮性包茎や素人童貞のような派生的な用法が生まれた場合に、本来の用法に「真性」をつけて区別する場合がある。なお仮性包茎も素人童貞も、元の用語（包茎、童貞）の定義には本来含まれない。
水上艦 ← 艦艇
潜水艦が登場したことによる。
垂直落下式ブレーンバスター ← ブレーンバスター
ブレーンバスターは本来、頭部（ブレーン）をマットに落とす技であったが、腰から落とすブレーンバスターの方が一般的になったため。
墨字 ← 文字
触覚で読む文字「点字」が考案されたことで、視覚で読む文字を特に指す言葉として作られた。
寸止め空手 ← 空手
フルコンタクト空手が普及したことにより、従来の空手（伝統空手）が寸止めを主体としていたことから区別するため。
セルアニメ （Cel animation）← アニメ
アニメはもともとセル画で作画されていたが、CGアニメが普及したため区別のためセルを頭につける。
セルビデオ （Sell video）← ビデオソフト
レンタルビデオが登場したことによる。
全日制高等学校 ← 高等学校
定時制・通信制が登場したことによる。
全裸 ← 裸
セミヌード、上半身裸などの概念が生まれたため、全身が裸の状態のことを全裸として区別するようになった。
総合テレビジョン ← テレビジョン
1953年に開局したNHKのテレビ放送において、1959年に教育テレビジョンが始まったため。
ソロアイドル ← アイドル
アイドルグループの台頭による。

### た行
対面 -
COVID-19のパンデミックの影響で、オンライン会議やオンライン授業などが普及したことにより、従来の直接面と向かって会う手法が「対面－」と表現されるようになった。「オンライン -」と対比して「オフライン -」とも。
ダイヤル電話 ← 電話
プッシュホンが普及したことにより生まれた。
多カラ ← カラオケ
ヒトカラ（一人カラオケ）の流行により、複数人でカラオケボックスを利用することを多カラとして区別することがある。
縦型洗濯機 ← 洗濯機
ドラム式洗濯機が普及したことにより生まれた。
男子代表チーム、女子代表チーム←代表チーム
あるスポーツが異性にも解禁された場合、これまで主流とされていた性別部門にも性別を表す表現が必要になる場合がある。
竹輪（竹輪蒲鉾） ← 蒲鉾
「板蒲鉾」（現在の蒲鉾）が登場したことで、区別するため「竹輪蒲鉾」と呼ばれ、略して「竹輪」となる。
地上波放送 ← テレビ放送
衛星放送と区別するために生まれた。
通常動力型潜水艦 ← 潜水艦
原子力潜水艦が登場したことにより生まれた。空母についても同様の例がある（原子力空母の普及による）。
ツーマンカー、ツーマンバス
ワンマン運転の路面電車（ワンマンカー）・路線バス（ワンマンカー、ワンマンバス）が登場して、車掌が乗務する路面電車・路線バスをこう呼ぶようになった。
使い捨て型ロケット ← ロケット
再使用型宇宙往還機の登場による。
つけペン ← ペン
万年筆やボールペンなどインク充填型のペンが登場したことにより生まれた。
定置式蒸気機関 ← 蒸気機関
可搬式蒸気機関の登場による。
テーブルトーク・ロールプレイングゲーム（テーブルトークRPG、TRPG） ← ロールプレイングゲーム（RPG）
元々「RPG」とは、参加者が戦争やファンタジーなど様々な設定の中で、各自が割り当てられた役割（ロール）を演じることで、目的を達成することを目指すゲームだった。後にコンピュータを利用してこれを再現することを目指した「コンピュータRPG（CRPG）」が登場し、これが人気を得て有名になっていき、単に「RPG」というとCRPGを指すようになった。そのため、CRPGと区別するために「TRPG」という呼び方が使われるようになった。
手 -
機械的な方法が確立されると、手動で行わるものに「手 -」を付けて呼ぶことがある。: 手打ち蕎麦、手書きなど。
電子線ホログラフィ
こちらが先に開発されたが、後に開発された光波ホログラフィが主流になったことによるレトロニム。
天然 -
人工のものや養殖の魚介等に対して、もとより自然界に存在したものが「天然 -」と表現されることがある。:天然ダイヤモンド、天然マグロなど。
電波放送 ← 放送
インターネット放送や有線放送に対して従来の電波による放送をさす。
店舗型性風俗特殊営業
無店舗型性風俗特殊営業の登場により従来型の営業形態を店舗型として区別するようになった。
土耕栽培
水耕栽培の手法が確立される以前は、ほとんどの植物は土で育てるほかに栽培方法はなかった。

### な行
内閣法制局 ← 法制局
明治以来、内閣には法制局が置かれていた。内閣の法制局は1948年（昭和23年）2月に廃止される一方、同年7月には衆議院と参議院に法制局（議院法制局）が設置された。内閣の法制局は、1952年（昭和27年）に再設置されたが、1962年（昭和37年）になって、議院法制局との区別のため、「内閣法制局」に改称された。
ナイト市場
従来、カラオケはスナック、バーなど夜間に営業する店舗で展開されることが多かったが、新たに登場したカラオケボックス市場が、昼間でも利用できる業態という意味で業界内で「デイ市場」と呼ばれるようになったことに伴い、従来からある市場を「ナイト市場」として区別するようになった。なおカラオケボックスは深夜までの営業（一部では24時間営業）が一般的で、特に昼間の利用客のみを想定した業態ではない。
生 -
生ギター（←ギター。エレキギターに対して）、生クリーム（←クリーム。乳製品を使わず植物性脂肪で製造したクリームに対して）、生足（←足。タイツ類の普及に対して）、など。
長傘 ← 傘
短い傘である折りたたみ傘と区別するため。
布オムツ ← おむつ
使い捨ての「紙おむつ」が登場したことによる。
肉 -
機械や器具による方法が考案されると、機械や器具によらない方法に「肉」を付けて呼ぶことがある。肉眼、肉筆など。
ネイキッド (オートバイ)
1970年代頃まではカウルのないバイクが一般的であり、この形態を指す特別の用語は存在しなかった。
ノンスクランブル放送 ← テレビ放送
衛星放送登場以前は、スクランブル放送が実施されていなかったため。
○人制
1チームの人数を変更した種目が誕生し、主流になっていく過程で、これまで本流になっていた種目にも人数を表す言葉が付けられる場合がある。15人制ラグビー（←7人制ラグビーに対して）、9人制バレーボール（←6人制バレーボールに対して）、11人制ハンドボール（←7人制ハンドボールに対して）
ノー-
そのものを着用することが一般的になると、着用していない状態に「ノー」を付けて呼ぶことがある。ノーヘル、ノーマスクなど。

### は行
ハード -
ハードカバー（← ブック、ペーパーバックに対して）、ハードウェア・シンセサイザー（← シンセサイザー 、ソフトウェア・シンセサイザーに対して）、ハードディスク（ ←磁気ディスク装置 、フロッピーディスクに対して）、など。
パイプオルガン ← オルガン
リードオルガンが広まったことに対するレトロニム。ただし現在でも欧米では単にオルガンという場合はパイプオルガンを指す場合が多い。一方で日本では単にオルガンという場合はリードオルガンを指す場合が多い。
バイポーラトランジスタ ← トランジスタ
電界効果トランジスタと区別するため。
白熱電球 ← 電球
真空管、蛍光灯と区別するため。
パッシブスピーカー ← スピーカー
スピーカーのキャビネットにアンプが内蔵されたアクティブスピーカーが登場したため、従来のスピーカーはパッシブスピーカーと呼ばれる。
貼れない懐炉／貼らない懐炉 ← 懐炉
衣服に貼るタイプの懐炉が登場したことにより、従来の懐炉はその機能がないことを強調されるようになった。
繁体字 ← 字、文字、漢字
中華人民共和国が簡体字を1950年代に制定したため、従来の漢字の字体を区別する必要が生じた。日本で新字体と旧字体・正字体を区別するのに似ている。
日時計 ← 時計、土圭
機械時計の発明による。なお「時計」は本来「土圭」と表記し、現在の日時計を指していた（「時計」表記は同音の当て字）。
ピュアグライダー ← グライダー
飛行機のように動力を備え離陸・再上昇が可能なモーターグライダーの登場に伴って、動力を持たない従来型のグライダーを区別するために生まれた。
ヒューマン・コンピュータ ← コンピュータ
コンピュータ（computer）は本来計算を行う人間（計算手）を指していたが、電子計算機と区別するため「人間の計算手」と表記されるようになった。
フィーチャーフォン、ダムフォン、ガラケー ← 携帯電話、ケータイ
携帯電話のうち、スマートフォンが普及するにつれ、従来の携帯電話を区別するために用いられている。
フィールドホッケー ← ホッケー
アイスホッケーのように、陸上以外で行うホッケーが出てきたことによる。また、カナダ等のように地域によってはホッケーといえばアイスホッケーのことを指すこともある。
フィジカルリリース ← リリース
音楽配信（ネット配信）による楽曲のリリースが普及したことにより、従来のCDやアナログレコードといった物理媒体によるリリースを指す語として登場した。
昼職
夜職（ナイトワーク）との区別のために用いられることがある。
物理（的） -
仮想・論理上でないことを示す接頭辞。
物理フォーマット（← フォーマット。論理フォーマットが生まれたことによる）、物理的損害（← 損害。精神的損害や電子データの逸失、信用や権利の消失、機会損失などの物質的でない損害との区別のため定着）、物理書籍（← 書籍。電子書籍が普及したことによる）など。
冬時間
夏時間（サマータイム）という制度を創設したことで生まれた。すなわちその国（地域）の標準時である。
フル-
中庸的な規格が誕生すると、元からあった完全な規格にフルという語句がつけられる場合がある。フル規格新幹線 ← 新幹線（ミニ新幹線に対して。ただしミニ新幹線は本来在来線である）、フルセルフレジ ← セルフレジ（セミセルフレジに対して）など。ただしデジタルカメラの固体撮像素子におけるフルサイズ規格のように、「完全な規格」が後から登場する場合もある（この場合はレトロニムではない）。
プレーンテキスト ← テキスト
スタイル情報や文書の構造情報などを埋め込んだ、リッチテキストやハイパーテキストなどが登場したことで、従来のテキストを区別する必要が生じた。
ホットチョコレート ← チョコレート
チョコレートは元々は温かい飲み物であった。後から固形のチョコレートが発明された。
本 -
本革（← 革。人造皮革に対して） 本みりん（← みりん。みりん風調味料に対して）など。

### ま行
マニュアルトランスミッション（MT） ← トランスミッション
オートマチックトランスミッション（AT）が開発されたため、自動化されていないトランスミッションを指す言葉として生まれた。これに関連して、オートマチック限定免許の登場により従来の自動車運転免許を俗に「MT免許」などと呼ぶことがある（正式な用語ではない）。なおマニュアル車を指して「ミッション車」または略して「ミッション」と呼ばれることがあるが、自動車用語としては誤りである。
真綿 ← 綿
綿とは本来、蚕の繭を煮て引き延ばしたものを言った。室町時代に植物由来の木綿が知られるようになったことから区別するため。
無機半導体 ← 半導体
半導体とは本来無機物であるが、有機半導体が開発されたことで区別するため。
無誘導爆弾 ← 爆弾
誘導爆弾が普及したことから区別するため。
モノフォニックシンセサイザー ← シンセサイザー
和音を奏でることができるポリフォニックシンセサイザーが登場し、従来の単音のシンセサイザーをこう呼ぶようになった。

### や行
焼き八ツ橋 ← 八ツ橋
本来は焼いた菓子を「八ツ橋」と呼んでいたが、1960年代に「生八ツ橋」が誕生して人気になると生八ツ橋を単に「八ツ橋」と呼ぶことも増えていき、区別のために本来の八ツ橋を「焼き八ツ橋」と呼ぶようになった。
野生動物
人間が動物を家畜化したことによって生まれた、自然界に生息する生物全般を指す言葉。
やまと -
日本のものを表す。やまとうた（漢詩に対して）、やまとえ（唐絵に対して）、やまとことば（漢語・外来語に対して）など。
有観客試合 ← 試合
新型コロナウイルス（COVID-19）の世界的大流行により、2020年春以降はプロスポーツなどでは無観客での試合催行が一時主流となった（なお、それ以前から無観客試合そのものは「暴動や戦争で観客を入れると危険」「プロレスの興行上の演出」「主催側チーム・主催国に対するペナルティ」などの理由でまれに行われていた）。日本プロ野球では6月に無観客試合でのシーズン開幕を迎えることとなったが、7月10日より人数制限を設けた上で再び観客を動員しての試合を行うこととなり、その際に「有観客試合」という言葉がニュースやプレスリリースなどで使用された。
有人 -
操作などに人を必要としないもの（無人飛行機がその好例）が現れると、人を必要とするものの頭に「有人」と付けられることがある。無人の対義語。
有線 -
線を用いない技術が登場すると、線を用いた技術の頭に「有線」と付けられることがある。無線の対義語。無線LANに対して有線LANなど。
なお「線」には、電気通信が発明された当初から用いられている電線のほか光ケーブルも含まれるため、「有線」が全て旧弊な技術とはいえない。

### ら行
ライブ、生演奏 ← 演奏
元々全ての音楽はその場で演奏されるものであった。録音により音楽を記録する技術が生まれ、区別する必要が生じた。
裸眼
眼鏡の登場により、区別する必要が生じた。
ラグビーユニオン ← ラグビー
ラグビーリーグと区別するため。なお、日本ではラグビーユニオンが広く行われている。
リアル -
インターネット上などにある仮想の概念が普及すると、それ以前から物理的に存在していたものの頭に「リアル」と付けられることがある。バーチャルの対義語。仮想ではないが、従来のテニスのことを「リアルテニス」（ジュ・ド・ポーム）と呼び現在のテニスを「ローンテニス」と呼び分ける事例もある。
レギュラーコーヒー ← コーヒー
インスタントコーヒーや缶コーヒーが広まったため、旧来のコーヒーを指す言葉として広まった。
レッサーパンダ ← パンダ
初めはレッサーパンダは単に「パンダ」と呼ばれていたが、後にジャイアントパンダが発見されて有名になると、単に「パンダ」という場合はジャイアントパンダを指すようになった。このため「レッサーパンダ」と呼ぶようになった。なお、さらに後になってジャイアントパンダはレッサーパンダ科ではなくクマ科に属することとなったが、レッサーパンダはレッサーパンダのままとなっている。
路面店 ← 店舗
通りに面して間口があるお店。元はそれが当たり前だったが、百貨店やショッピングセンター、テナントビル内に出店する店舗が増えたことで「路面店」と呼ばれるようになった。
ロケーション撮影 ← 撮影
撮影所の外部の場所（ロケーション）で撮影すること。元はそれが当たり前だったが、スタジオなどにセットを作成して撮影する方法と区別するためこう呼ぶようになった。
ロングボード ← サーフボード
1967年頃からサーフボードが短く先細に改良され続けたことで、従来の長く（全長9フィート以上）先端幅が広い物はロングボードと呼ばれるようになった。

### わ行
和 -
日本のものを表す。和歌（← うた。漢詩に対して）、和服（← 着物。洋服に対して）、和菓子（← 菓子。洋菓子に対して）など。